# Réserve d'Abokouamékro
La réserve  d'Abokouamékro, parfois orthographiée Abokouamékro, en Côte d'Ivoire, dans la région des Baoulés, est située à 50 km au nord de Yamoussoukro, capitale du pays. Elle couvre une superficie de 20 400 ha. La réserve est composée d'une mosaïque de savane et forêt typique de la région, et est légèrement vallonnée.

## Historique
La création de cette réserve en 1993 est née de la volonté du président Félix Houphouët-Boigny d'avoir une attraction de ce type aux portes de la nouvelle capitale,.
Initialement, la zone était un ranch d’élevage bovin exploité par la SODEPRA et la faune locale ne présentait pas un grand attrait pour le tourisme et les safaris. Il a donc fallu y introduire 500 mammifères capturés en Afrique du Sud en 1989. Parmi eux, 6 éléphants, 2 rhinocéros blancs, 44 buffles, 41 bubales et 424 cobes de Buffon. Au total, 757 animaux appartenant à 16 espèces sont introduits progressivement jusqu’en 1993, année de la dernière vague.
La réserve s'est établie sur le domaine du Ranch SODEPRA.
Avant 2002, la réserve recevait en moyenne plus de 20 000 visiteurs par an, pour l'essentiel des touristes étrangers qui avait intégré la réserve dans le circuit de visite de Yamoussoukro. 7000 hectares sur les 24 000 étaient clôturés.
Cependant, les tensions avec les villages environnants, qui subissaient les dégâts de la faune, conjuguées au désordre politique ont abouti à la destruction de la clôture en 2002. Outre les dégâts causés par les braconniers, une partie des animaux ont quitté la réserve, à commencer par les 7 rhinocéros blancs, dont quatre rhinocéros ont été localisés en 2010 en compagnie d’un troupeau de bœufs dans le village de Brou Ahoussoukro (préfecture de Bocanda, au centre du pays) et 2 vers le village de N’Drikro (non loin de la zone Bocanda).

## Situation actuelle
Les mammifères ont été largement braconnés et seuls subsistent les grands mammifères depuis la guerre civile : éléphants, buffles et rhinocéros. Les éléphants sont passés de 10 têtes à une quarantaine. Toutefois, faute de clôture, ces animaux errent en dehors de la réserve, et les rhinocéros se sont dispersés. Il ne reste plus que les éléphants et les buffles qui font des allers et retours entre la réserve et la zone rurale.